# 1244
Évszázadok: 12. század – 13. század – 14. század
Évtizedek: 1190-es évek – 1200-as évek – 1210-es évek – 1220-as évek – 1230-as évek – 1240-es évek – 1250-es évek – 1260-as évek – 1270-es évek – 1280-as évek – 1290-es évek
Évek: 1239 – 1240 – 1241 – 1242 –  1243 – 1244 – 1245 – 1246 – 1247 – 1248 – 1249

## Események

### Határozott dátumú események
- március 16. – Kilenc hónapos ostrom után a keresztes hadak elfoglalják a katharok egyik utolsó erődjét, Montségur várát.
- március 31. – II. Frigyes német-római császár és IV. Ince pápa egyezményben rendezi a császárság és az egyház viszonyát.
- április 21. – Benedek mint választott érsek tényleges kalocsai érsekként viseli tisztségét.[1]
- június 27. – IV. Ince pápa Lyonba menekül Rómából.
- október 17. – A gázai csata. (A keresztesek egyik legsúlyosabb veresége, ami a palesztinai keresztény államok lassú pusztulásának kezdete.)

### Határozatlan dátumú események
- április - Aquinói Szent Tamás későbbi skolasztikus filozófus  megkezdi tanulmányait a nápolyi domonkos kolostorban.
- IV. Béla király serege visszafoglalja Spalato városát Velencétől, Zárát azzal feltétellel engedi át, hogy a vámjövedelmek kétharmada őt illeti.
- Bána Mihály comes megkapja a Győr megyei gönyűi udvarnokok földjét a dunai halászat jogával IV. Bélától.
- Az egyiptomi mameluk sereg lerombolja Jeruzsálem régi városfalait.
- I. Jakab aragóniai király visszafoglalja a móroktól Altea várát.
- Nővére halála után Margit örökli a flamand és a hainaut-i grófi címeket, kitör a flandriai és hainaut-i örökösödési háború.
- Jacopo da Voragine, a későbbi olasz érsek, hagiográfus, történetíró belép a Domonkos-rendbe.
- San Marino elfogadja köztársasági alkotmányát, amely az egyik legrégebbi a világon.

## Születések
- XXII. János pápa, a római katolikus egyház történetének 196. egyházfője († 1334)

## Halálozások
- december 5. – I. Johanna flamand grófnő, I. Balduin latin császár lánya és örököse.(* 1205)
- Kasztíliai Eleonóra aragóniai királyné, a Burgund-Ivreai-ház tagja (* 1202)
- Armand de Périgord, templomos nagymester